# ۱۰۸۵ (قمری)
۱۰۸۵ (قمری)، هزار و هشتاد و پنجمین سال در گاهشماری هجری قمری است. اول محرم این سال برابر با هفتم آوریل سال ۱۶۷۴ میلادی است.